# Xu Ke
Xu Ke (chinois simplifié : 徐珂ou 徐克), né en 1869 et mort en 1928, est un écrivain chinois auteur d'une histoire non officielle de la dynastie Qing : Qing bai lei chao 清稗類鈔, publiée en 48 volumes en 1917 à Shanghai. L'auteur et professeur de l'Université de Californie à Irvine Yong Chen a déclaré que le livre « fournit une couverture encyclopédique de la vie sous la dynastie Qing ».
Comme l’écrit le sinologue allemand Ulrich Theobald (professeur à l’Université Eberhard Karl de Tübingen) dans son « encyclopédie » en ligne de la Chine traditionnelle ChinaKnowledge.de, « Le Qingbai leichao n’est pas une œuvre historiographique. Cela veut dire qu’il n’évalue pas les sources qu’il utilise. Toutefois, comme livre de référence, c’est un trésor immense. (…) Il est par conséquent regrettable que le compilateur n’ait pas accordé plus d’attention en indiquant l’origine exacte de ses sources. » (traduit de l'anglais).

## Biographie
Xu Ke est né la septième année de Tongzhi (1868). Quand il était jeune, il a reçu l'enseignement de Tan Xian, puis a appris le Ci de Kuang Zhouyi. En quinzième année de Guangxu (1889), il réussit l'examen provincial. Après le coup d'État de 1898, il retourna dans sa ville natale et compila la théorie de Tan Xianci dans « Futang Cihua ». Plus tard, il a été rédacteur en chef de la Commercial Press. Il rejoint alors Nán Shè (en), la plus grande organisation de littérature et de poésie de la fin de la dynastie Qing en Chine et du début de la Chine républicaine. Au cours de la 20e année de Guangxu (1894), il servit comme l'état-major de Yuan Shikai alors qu'il s'entraînait à Tianjin Xiaozhan, et partit bientôt. Au cours de la vingt-septième année de Guangxu (1901), il fut rédacteur en chef de « Diplomatic News » et de « Oriental Miscellaneous » à Shanghai, et reprit le « Département éditorial divers » de « Oriental Miscellaneous » en 1911. Il était ami avec  Pan Shicheng (zh), Wang Jinqing, Wang Yitang, Maoheting (zh) et d'autres célébrités. Il meurt en 1928.